# 赤穂雷太
赤穂 雷太（あかほ らいた、1998年〈平成10年〉8月28日 - ）は、日本のプロバスケットボール選手。石川県七尾市出身。ポジションはシューティングガード、スモールフォワード。
父は元ユニバーシアード男子バスケ代表、元住友金属スパークス所属の赤穂真。2歳上の姉は2014年仁川アジア大会銅メダリストの赤穂さくら、双子の妹は現日本代表の赤穂ひまわり。妹は2019ウィンターカップ石川県代表で県立津幡の赤穂かんな。

## 来歴
七尾市立七尾東部中学校バスケ部でのポジションはガードだったが、中学卒業前に急速に身長が伸び、進学した市立船橋高等学校では主にパワーフォワードとして起用された。高校2年の時にガードに再コンバートされた。
高校を卒業後、青山学院大学に進学し、青山学院大学スクァレルズに入団した。
2020年1月29日に横浜ビー・コルセアーズとの特別指定選手契約を結んだ。横浜での初出場は2020年2月1日の大阪エヴェッサ戦で、14分の出場で5得点、2リバウンドを記録した。
2020年4月15日に横浜における特別指定選手（アマチュア契約）としての活動終了を終了した。
2020年5月25日に千葉ジェッツふなばしと特別指定選手（プロ契約）締結が発表された。2022年5月に契約満了で退団。
2022年5月30日、横浜ビー・コルセアーズに再加入。
2023年、秋田ノーザンハピネッツに移籍。

## 日本代表歴
- U-18日本代表候補(2017)

## 人物
- 自身のプレーの特徴はボールプッシュにあり、ディフェンスリバウンドからファストブレイクに繋げられる突破力、リバウンドを取ったあとのプッシュや、フィニッシュまでもっていく力だと語っている[9]。課題としては、シュート確率の向上をあげている。
- 背番号は「6」を選んでいるが、小学校の頃から憧れていたプロ野球選手の金本知憲の背番号に由来する[10]。